# الکترونگاتیوی
الکترونگاتیوی یا الکترونَکِشانی یا الکترونگاتیویتی (به انگلیسی: Electronegativity) یک اتم :میزان تمایل نسبی آن اتم برای کشیدن جفت‌الکترون به سمت هستهٔ خود است. الکترونگاتیویِ یک نوترون :  میزان تمایل زیاد آن اتم برای کشیدن یک پروتون به سمت الکترون خود است.

## الکترونگاتیوی اتم‌ها
اتم وقتی در لایه ظرفیت خود الکترون کمتری برای رسیدن به آرایش گاز نجیب نیاز داشته باشد تمایلش به گرفتن الکترون بیشتر می‌شود. هرچه عنصری تمایل بیشتری به گرفتن الکترون داشته باشد الکترونگاتیوتر است.
اگرچه الکترونگاتیویته، قطبیت پیوندهای شیمیایی بین اتم‌های یک مولکول را تعیین می‌کند اما عامل تعیین‌کننده قطبیت کلی مولکول نیست چون مولکول می‌تواند دارای مرکز تقارن باشد. در این حالت قطبیت پیوندها نسبت به هم به گونه‌ای خنثی می‌شود که قطبیت کلی مولکول را صفر در نظر می‌گیرند؛ بنابراین در مولکول‌هایی که فاقد مرکز تقارن مولکولی هستند می‌توان قطبیت کلی مولکول را با تعیین جهت بردار گشتاور دو قطبی در آنها نتیجه گرفت.
| ۱۸      | ۱۷      | ۱۶      | ۱۵      | ۱۴      | ۱۳      | ۱۲      | ۱۱      | ۱۰      | ۹       | ۸       | ۷       | ۶       | ۵       | ۴       |            | ۳       | ۲       | ۱        | →گروه دوره↓ |
| ------- | ------- | ------- | ------- | ------- | ------- | ------- | ------- | ------- | ------- | ------- | ------- | ------- | ------- | ------- | ---------- | ------- | ------- | -------- | ----------- |
| He      |         |         |         |         |         |         |         |         |         |         |         |         |         |         |            |         |         | H ۲.۲۰   | ۱           |
| Ne      | F ۳.۹۸  | O ۳.۴۴  | N ۳.۰۴  | C ۲.۵۵  | B ۲.۰۴  |         |         |         |         |         |         |         |         |         |            |         | Be ۱.۵۷ | Li ۰.۹۸  | ۲           |
| Ar      | Cl ۳.۱۶ | S ۲.۵۸  | P ۲.۱۹  | Si ۱.۹۰ | Al ۱.۶۱ |         |         |         |         |         |         |         |         |         |            |         | Mg ۱.۳۱ | Na ۰.۹۳  | ۳           |
| Kr ۳.۰۰ | Br ۲.۹۶ | Se ۲.۵۵ | As ۲.۱۸ | Ge ۲.۰۱ | Ga ۱.۸۱ | Zn ۱.۶۵ | Cu ۱.۹۰ | Ni ۱.۹۱ | Co ۱.۸۸ | Fe ۱.۸۳ | Mn ۱.۵۵ | Cr ۱.۶۶ | V ۱.۶۳  | Ti ۱.۵۴ |            | Sc ۱.۳۶ | Ca ۱.۰۰ | K ۰.۸۲   | ۴           |
| Xe ۲.۶۰ | I ۲.۶۶  | Te ۲.۱  | Sb ۲.۰۵ | Sn ۱.۹۶ | In ۱.۷۸ | Cd ۱.۶۹ | Ag ۱.۹۳ | Pd ۲.۲۰ | Rh ۲.۲۸ | Ru ۲.۲  | Tc ۱.۹  | Mo ۲.۱۶ | Nb ۱.۶  | Zr ۱.۳۳ |            | Y ۱.۲۲  | Sr ۰.۹۵ | Rb ۰.۸۲  | ۵           |
| Rn ۲.۲  | At ۲.۲  | Po ۲.۰  | Bi ۲.۰۲ | Pb ۱.۸۷ | Tl ۱.۶۲ | Hg ۲.۰۰ | Au ۲.۵۴ | Pt ۲.۲۸ | Ir ۲.۲۰ | Os ۲.۲  | Re ۱.۹  | W ۲.۳۶  | Ta ۱.۵  | Hf ۱.۳  | 1 asterisk | La ۱.۱  | Ba ۰.۸۹ | Cs ۰.۷۹  | ۶           |
| Og      | Ts      | Lv      | Mc      | Fl      | Nh      | Cn      | Rg      | Ds      | Mt      | Hs      | Bh      | Sg      | Db      | Rf      | 1 asterisk | Ac ۱.۱  | Ra ۰.۹  | Fr >۰.۷۹ | ۷           |
|         |         |         |         |         |         |         |         |         |         |         |         |         |         |         |            |         |         |          |             |
|         | Lu ۱.۲۵ | Yb ۱.۱  | Tm ۱.۲۵ | Er ۱.۲۴ | Ho ۱.۲۳ | Dy ۱.۲۲ | Tb ۱.۱  | Gd ۱.۲  | Eu ۱.۲  | Sm ۱.۱۷ | Pm ۱.۱۳ | Nd ۱.۱۴ | Pr ۱.۱۳ | Ce ۱.۱۲ | 1 asterisk |         |         |          |             |
|         | Lr ۱.۳  | No ۱.۳  | Md ۱.۳  | Fm ۱.۳  | Es ۱.۳  | Cf ۱.۳  | Bk ۱.۳  | Cm ۱.۲۸ | Am ۱.۱۳ | Pu ۱.۲۸ | Np ۱.۳۶ | U ۱.۳۸  | Pa ۱.۵  | Th ۱.۳  | 1 asterisk |         |         |          |             |

هر کدام از مقادیر بالا برای رایج‌ترین و پایدارترین عدد اکسایش عناصر در نظر گرفته شده‌اند.
همچنین ببینید: الکترونگاتیوی عناصر (صفحه اطلاعات)
1. ↑  الکترونگاتیوی فرانسیم توسط پاولینگ ۰٫۷ در نظر گرفته شده‌بود، نزدیک به الکترونگاتیوی سزیم (همچنین در آن مرحله ۰٫۷ ارزیابی شد). مقدار پایهٔ هیدروژن به مقدار ۰٫۱۰ افزوده‌شد و الکترونگاتیوی سزیم بعدها به ۰٫۷۹ تصحیح شد؛ با این حال، از آن‌جا که هیچ آزمایشی برای الکترونگاتیوی فرانسیم صورت نگرفته‌است، هیچ تصحیحی نیز برای فرانسیم انجام نشده‌است. اما، انتظار می‌رود و تا حدودی ملاحظه می‌شود که فرانسیم از سزیم الکترونگاتیوتر باشد. برای جزییات فرانسیم را ببینید.

## روش‌های محاسبه

### الکترونگاتیوی پاولینگ
پاولینگ نخستین بار مفهوم الکترونگاتیوی را در سال ۱۹۳۲ به‌عنوان توضیحی برای این واقعیت که پیوند کووالانسی میان دو اتم متفاوت (A–B) قدرتمندتر از آنچه از میانگین قدرت پیوندهای A–A و B–B محاسبه می‌شود مطرح‌نمود. با توجه به نظریه پیوند ظرفیت، که پاولینگ یکی از توضیح‌دهندگان قابل‌توجه آن بود، این «استواری افزوده» پیوند ناجورهسته به دلیل اشکال متعارف یونی پیوندی‌شدن است.
اختلاف الکترونگاتیوی بین دو اتم A و B از رابطهٔ زیر به‌دست می‌آید:
{\displaystyle |\chi _{\rm {A}}-\chi _{\rm {B}}|=({\rm {eV}})^{-1/2}{\sqrt {E_{\rm {d}}({\rm {AB}})-{\frac {E_{\rm {d}}({\rm {AA}})+E_{\rm {d}}({\rm {BB}})}{2}}}}}
که در آن انرژی‌های تفکیک، Ed، پیوندهای A–B ،A–A و B–B در بیان الکترون‌ولت، فاکتور eV)−۱/۲) برای اطمیان از یک نتیجهٔ بی‌بعد افزوده می‌شود. از این رو، اختلاف در الکترونگاتیوی پاولینگ بین هیدروژن و برم ۰٫۷۳ خواهد بود (انرژی‌های تفکیک: H–Br, 3.79 eV; H–H, 4.52 eV; Br–Br, 2.00 eV)

## نسبی بودن الکترونگاتیوی
الکترونگاتیوی بایک مقیاس نسبی سنجیده می‌شود. دراین مقیاس برای اجتناب از درج اعداد منفی، به اتم فلوئور به عنوان الکترونگاتیوترین عنصر، الکترونگاتیوی ۴ نسبت داده شده‌است و مقادیر الکترونگاتیوی برای عنصرهای دیگر نسبت به این مقدار محاسبه می‌شود. در این محاسبات، گازهای نجیب را در نظر نمی‌گیرند، زیرا این عناصر به تعداد کافی ترکیب‌های شیمیایی تشکیل نمی‌دهند. به‌طور کلی مقادیر الکترونگاتیوی در یک گروه از عناصر از بالا به پایین کاهش و در یک دوره از جدول تناوبی از چپ به راست افزایش می‌یابد؛ بنابراین کم‌ترین مقدار الکترونگاتیوی را بعلت ناپایدار بودن فرانسیم می‌توان سزیم در پایین و سمت چپ جدول در نظر گرفت و بیش‌ترین مقدار الکترونگاتیوی (با چشم پوشی از گازهای نجیب) را به اتم فلوئور در بالا و سمت راست جدول نسبت داد.

## هیبریداسیون و تأثیر آن
در بحث هیبریداسیون با ترکیب شدن اوربیتال‌ها اوربیتالهای ترکیبی هیبریدی بوجود می‌آیند مانند SP³ و SP² و SP نکته قابل توجه این است که در این فرایند سهم اوربیتالها متناسب با مقدار ترکیب شدن آنها در هیبریداسیون است و هرچقدر سهم اوربیتال S بیشتر باشد الکترونگاتیوی بیشتر می‌شود. دلیل این امر بخاطر این است که اوربیتال S سطح انرژی پایین‌تری نسبت به بقیه دارد و فاصله آن تا هسته کمتر است و اثر پوششی هسته بر آن بیشتر است.

## الکتروپوزیتیوی
الکتروپوزیتیوی میزان توانایی یک عنصر در ازدست دادن الکترون‌ها است، و بنابراین آن عنصر یون‌های مثبت را تشکیل می‌دهد؛ بدینسان، متضاد الکترونگاتیوی است.
به‌طور عمده، این ویژگی فلزات است، به این معنی که به‌طور کلی، هرچه خصوصیات فلزی یک عنصر بیشتر باشد، الکتروپوزیتیوی بیشتر می‌شود؛ بنابراین، فلزات قلیایی از همه عناصر دیگر، الکتروپوزیتیو تر هستند. دلیل این امر این است که آنها یک تک الکترون در لایه ظرفیت خود دارند و از آنجا که این الکترون نسبتاً از هسته اتم دور است، به راحتی خارج می‌شود. به عبارت دیگر، این فلزات انرژی یونش کمی دارند.
در حالی که الکترونگاتیوی درامتداد دوره‌های جدول تناوبی (از چپ به راست) افزایش و درطول گروه‌ها (از بالا به پایین) کاهش می‌یابد، الکتروپوزیتیوی درامتداد دوره‌های جدول تناوبی (ازچپ به راست) کاهش و درطول گروه‌ها (از بالا به پایین) افزایش می‌یابد. این بدان معنی است که عناصر در قسمت بالا سمت راست جدول تناوبی (اکسیژن، گوگرد، کلر و …) بیشترین الکترونگاتیوی را خواهند داشت، و عناصر موجود در قسمت پایین سمت چپ (روبیدیوم، سزیم و فرانسیوم) بیشترین میزان الکتروپوزیتیوی را دارند.